# Jogos Sul-Americanos da Juventude

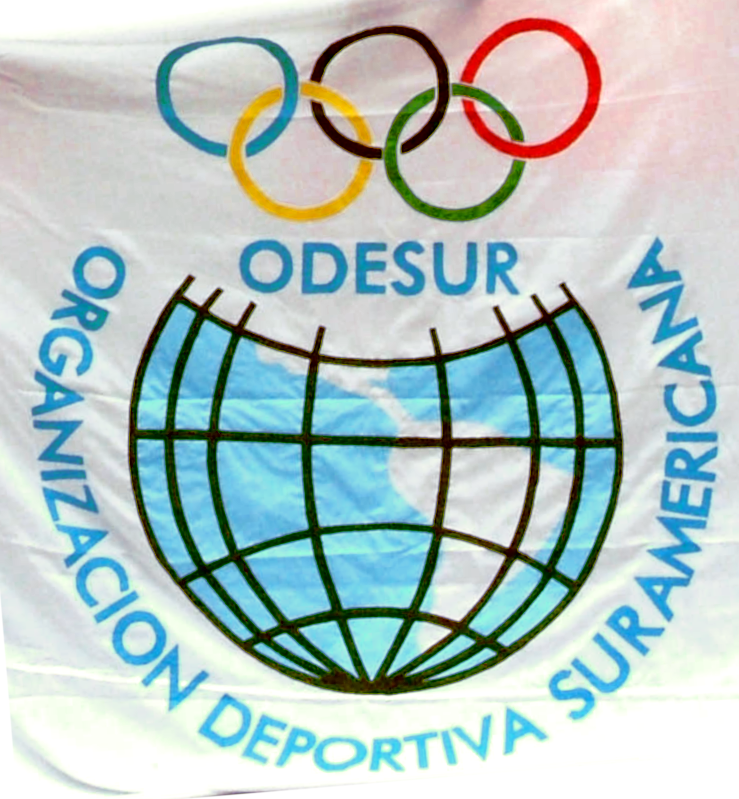
Logo da ODESUL

Os Jogos Sul-Americanos da Juventude é um evento multiesportivo organizado pela Organização Desportiva Sul-Americana (ODESUL), para atletas de 14 a 17 anos, inspirados no sucesso dos Jogos Olímpicos da Juventude. A versão sul-americana, que terá suas edições a cada quatro anos, sempre no ano anterior aos Jogos Olímpicos da Juventude, teve sua primeira edição em 2013, sediado na cidade de Lima, Peru. Lima foi definida como cidade-sede durante os Jogos Olímpicos de Verão de 2012, em Londres, no Reino Unido. O evento da ODESUL conta com 17 modalidades: atletismo, badminton, boxe, canoagem, ciclismo, esgrima, ginástica artística, judô, lutas, natação, levantamento de peso, remo, taekwondo, tênis, tênis de mesa, triatlo e vela. O objetivo dos jogos é o desenvolvimento esportivo dos jovens atletas da América do Sul.

## Edições
| Edição | Ano  | Cidade-sede | País      | Data de início | Data de fim    | Nações | Atletas | Esportes | Eventos | Nação campeã | Ref.  |
| ------ | ---- | ----------- | --------- | -------------- | -------------- | ------ | ------- | -------- | ------- | ------------ | ----- |
| I      | 2013 | Lima        | Peru      | 19 de setembro | 23 de setembro | 14     | 1200    | 19       | 95      | Brasil       | [ 2 ] |
| II     | 2017 | Santiago    | Chile     | 28 de setembro | 8 de outubro   | 14     | 1279    | 20       | 198     | Brasil       | [ 3 ] |
| III    | 2022 | Rosário     | Argentina | 28 de abril    | 8 de maio      | 15     | 2500    | 26       |         | Brasil       | [ 4 ] |

## Quadro de medalhas
Até a última edição de 2022.
| Pos.                | País                | Ouro | Prata | Bronze | Total |
| ------------------- | ------------------- | ---- | ----- | ------ | ----- |
| 1                   | Brasil              | 197  | 123   | 120    | 440   |
| 2                   | Colômbia            | 110  | 87    | 85     | 282   |
| 3                   | Argentina           | 81   | 75    | 123    | 279   |
| 4                   | Venezuela           | 58   | 74    | 86     | 218   |
| 5                   | Chile               | 44   | 61    | 82     | 187   |
| 6                   | Equador             | 41   | 69    | 79     | 189   |
| 7                   | Peru                | 27   | 48    | 75     | 150   |
| 8                   | Paraguai            | 10   | 9     | 16     | 35    |
| 9                   | Uruguai             | 9    | 15    | 21     | 45    |
| 10                  | Panamá              | 8    | 9     | 13     | 30    |
| 11                  | Bolívia             | 4    | 10    | 10     | 24    |
| 12                  | Aruba               | 2    | 2     | 5      | 9     |
| 13                  | Guiana              | 1    | 4     | 6      | 11    |
| 14                  | Suriname            | 0    | 1     | 8      | 9     |
| 15                  | Curaçau             | 0    | 1     | 0      | 1     |
| Total (15 entradas) | Total (15 entradas) | 592  | 588   | 729    | 1909  |